# Latin jazz
O Latin jazz (Jazz latino) é um género de jazz com ritmos latino-americanos. As duas principais categorias de Latin jazz são:
- Afro-Cuban jazz—jazz ritmicamente baseado na música popular cubana, muitas vezes com uma seção rítmica empregando padrões ostinato e / ou claves.
- Afro-Brazilian jazz—inclúi bossa nova e samba-jazz

Isso está se tornando popular entre com Jazz fusion.

## Afro-Cuban jazz
A música afro-estadunidense começou a incorporar elementos musicais afro-cubanos no século XIX, quando a habanera (contradança cubana) ganhou popularidade internacional. A habanera foi a primeira música escrita a ser ritmicamente baseada em um ritmo africano. O ritmo de habanera (também conhecido como congo, tango-congo, ou tango) pode ser pensado como uma combinação de tercino e os contratempos. Wynton Marsalis considera que tercino é a "clave" de Nova Orleans, embora, tecnicamente, o padrão é apenas metade de uma clave.

## Bossa Nova
Bossa nova é uma forma híbrida baseada no ritmo do samba, mas influenciada pela música europeia e americana de Debussy para o jazz americano. Bossa nova originou-se na década de 1950, em grande parte dos esforços dos brasileiros Antonio Carlos Jobim e João Gilberto, e do americano Stan Getz. Sua música mais famosa é indiscutivelmente Garota de Ipanema cantada por Gilberto e sua esposa, Astrud Gilberto. Enquanto o estilo musical evoluiu a partir do samba, é mais complexo harmonicamente e menos percussivo. A bossa nova emergiu principalmente dos bairros exclusivos da praia do Rio de Janeiro, em oposição às origens do samba nas favelas do Rio de Janeiro. Alguns elementos semelhantes já eram evidentes, mesmo influenciando a música clássica ocidental, como a Cuban Overture de Gershwin, que possui o característico ritmo latino. A influência sobre a bossa nova dos estilos de jazz, como o cool jazz, muitas vezes é debatida por historiadores e fãs, mas uma "sensibilidade cool" similar é aparente.